# Saison 2018-2019 de l'Olympique de Marseille
Maillots
Chronologie
Saison précédente Saison suivante
La saison 2018-2019 de l'Olympique de Marseille est la soixante-neuvième saison du club provençal en première division du Championnat de France de football, la vingt-troisième consécutive au sein de l'élite du football français.

## Préparation d'avant-saison
La reprise de l'entraînement est fixée au mardi 3 juillet 2018 par Rudi Garcia. Le mercredi 11, l'équipe se rend au Grau-du-Roi pour jouer leur premier match de la saison face au promu de Ligue 2 l'AS Béziers, ils s'inclineront sur un score de 2-1 malgré un but de l'attaquant grec Konstantínos Mítroglou. Le vendredi 13, ils se rendront à Clermont-Ferrand pour jouer leur second match face à l'AS Saint-Étienne, ils s'inclineront une seconde fois cette fois-ci sur un score de 1-0 en concédant un but sur pénalty. Le mercredi 18, le dernier match de la préparation contre une équipe française le FC Nantes s'est terminé sur le score de 2-1 pour les phocéens avec, notamment, un doublé de Mitroglou. Le samedi 21, ils ont affronté Villarreal CF 5e de La Liga 2017-2018, la confrontation s'est finie sur un match nul et une réalisation de Germain. Puis, les olympiens sont partis faire un stage au Portugal où ils ont joué deux matchs, le premier face au Bétis Séville, soldé sur une défaite 3-2 malgré les buts de N'Jié et de Hubočan. Puis le second face au Sporting Portugal, où les deux equipes se sont quittées sur un nul, 1 partout grâce à un but de Valère Germain. Puis le samedi 4 août, ils joueront leur dernier match de cette préparation en Angleterre face au AFC Bournemouth, club ayant fini à la 12e place de la Premier League 2017-2018, ils clôtureront leur préparation sur un score lourd à encaisser de 5-2, avec comme buteur Germain et Cabella.
L'Olympique de Marseille reprend l'entraînement début juillet 2018 avec Rudi Garcia en tant qu'entraîneur principal.
Le groupe faisant les matchs de préparation est le suivant :
- Gardiens : Pelé, Escales, Cagnon
- Défenseurs : Amavi, Hubocan, Abdennour, Sertic, Doria, Rocchia, Nkounkou, Perrin, Ali Mohamed
- Milieux : Luiz Gustavo, Zambo Anguissa, Lopez, Sanson, Ahmed, Chabrolle, Phliponeau
- Attaquants : Payet, Ocampos, Germain, Mitroglou, Njie, Sari

## Transferts

### Transferts estivaux
Dans ce mercato estival, les Marseillais recrutent trois joueurs pour 54 millions d'euros.
Le 20 juillet, Duje Ćaleta-Car devient la première recrue du mercato d'été 2018, acheté 17 millions d'euros au Red Bull Salzbourg pour un contrat de cinq ans. Le 28 août, Kevin Strootman, l'ex-Romanista, paraphe un contrat de cinq ans avec le club olympien contre 25 millions d'euros : il devient ainsi le deuxième joueur le plus cher du club derrière Dimitri Payet. Enfin le 30 août, Nemanja Radonjić, en provenance de l'Étoile rouge de Belgrade, signe un contrat de cinq ans contre 12 millions d'euros.
Côté départs, on enregistre tout d'abord trois transferts définitifs. Le 27 juillet, le Brésilien Dória part au Mexique, à Santos Laguna. Le 9 août, l'international camerounais André Zambo Anguissa est transféré pour 30 millions d'euros au Fulham FC. Enfin, le 16 août, Rémy Cabella, tout juste revenu de son prêt d'un an à l'AS Saint-Étienne, est transféré définitivement contre 5 millions d'euros.
Le club phocéen prête aussi deux joueurs sans option d'achat. Le 29 août, Yusuf Sari qui est prêté au Clermont Foot, club pensionnaire de la Ligue 2. Puis le 31 août, Saîf-Eddine Khaoui, qui avait déjà été prêté l'an dernier à l'ESTAC Troyes, est de nouveau prêté, mais cette fois-ci au Stade Malherbe Caen.
On note aussi les fins de contrat de l'international arménien Gaël Andonian et de Brice Nlaté.
| Nom                  | Nationalité | Poste     | Transfert                         | Provenance/Destination   | Division            |
| -------------------- | ----------- | --------- | --------------------------------- | ------------------------ | ------------------- |
| Arrivées             |             |           |                                   |                          |                     |
| Kevin Strootman      | Pays-Bas    | Milieu    | Transfert (25 millions d'euros)   | AS Rome                  | Serie A             |
| Duje Ćaleta-Car      | Croatie     | Défenseur | Transfert (17+2 millions d'euros) | Red Bull Salzbourg       | Bundesliga          |
| Nemanja Radonjić     | Serbie      | Milieu    | Transfert (12 millions d'euros)   | Étoile rouge de Belgrade | SuperLiga           |
| Rémy Cabella         | France      | Milieu    | Retour de prêt                    | AS Saint-Étienne         | Ligue 1 Conforama   |
| Dória                | Brésil      | Défenseur | Retour de prêt                    | Yeni Malatyaspor         | Spor Toto Süper Lig |
| Tomáš Hubočan        | Slovaquie   | Défenseur | Retour de prêt                    | Trabzonspor              | Spor Toto Süper Lig |
| Saîf-Eddine Khaoui   | Tunisie     | Milieu    | Retour de prêt                    | ESTAC Troyes             | Domino's Ligue 2    |
| Florian Chabrolle    | France      | Milieu    | Premier contrat professionnel     | Olympique de Marseille B | National 2          |
| Lucas Perrin         | France      | Défenseur | Premier contrat professionnel     | Olympique de Marseille B | National 2          |
| Départs              |             |           |                                   |                          |                     |
| André Zambo Anguissa | Cameroun    | Milieu    | Transfert (33 millions d’euros)   | Fulham FC                | Premier League      |
| Rémy Cabella         | France      | Milieu    | Transfert (5+1 millions d'euros)  | AS Saint-Étienne         | Ligue 1 Conforama   |
| Dória                | Brésil      | Défenseur | Transfert (2 millions d'euros)    | Santos Laguna            | Liga MX             |
| Saîf-Eddine Khaoui   | Tunisie     | Milieu    | Prêt sans OA                      | Stade Malherbe Caen      | Ligue 1 Conforama   |
| Yusuf Sarı           | Turquie     | Attaquant | Prêt sans OA                      | Clermont Foot            | Domino's Ligue 2    |
| Gaël Andonian        | Arménie     | Défenseur | Fin de contrat                    | -                        | -                   |
| Brice Nlaté          | Cameroun    | Défenseur | Fin de contrat                    | -                        | -                   |

### Transferts hivernaux
Pendant ce mercato hivernal, l'Olympique de Marseille cherche à renforcer son effectif avec comme objectif le fameux « grand attaquant ». Ce sera l'international italien Mario Balotelli. Il arrive le 23 janvier 2018, ayant résilié son contrat avec l'OGC Nice quelques heures plus tôt. Il paraphe un contrat de six mois avec le club phocéen.
Côté arrivée, on recense aussi le retour de prêt plus tôt que prévu de Yusuf Sari.
Le 29 janvier, le jeune Marseillais Christopher Rocchia est prêté jusqu'à la fin de la saison au FC Sochaux-Montbéliard.
Le 31 janvier, l'international grec Konstantínos Mítroglou est prêté jusqu'à l'été 2020 au Galatasaray SK, barré par l'arrivée de Mario Balotelli.
| Nom                    | Nationalité | Poste             | Transfert               | Provenance/Destination | Division                |
| ---------------------- | ----------- | ----------------- | ----------------------- | ---------------------- | ----------------------- |
| Arrivées               |             |                   |                         |                        |                         |
| Yusuf Sari             | Turquie     | Attaquant         | Retour de prêt          | Clermont Foot          | Domino's Ligue 2        |
| Mario Balotelli        | Italie      | Attaquant         | Sans contrat            | OGC Nice               | Ligue 1 Conforama       |
| Départs                |             |                   |                         |                        |                         |
| Christopher Rocchia    | France      | Défenseur         | Prêt de 6 mois sans OA  | FC Sochaux-Montbéliard | Domino's Ligue 2        |
| Konstantínos Mítroglou | Grèce       | Attaquant         | Prêt de 18 mois sans OA | Galatasaray SK         | Spor Toto Süper Lig     |
| Grégory Sertic         | France      | Milieu de terrain | Prêt de 6 mois sans OA  | FC Zürich              | Raiffeisen Super League |

### Premiers contrats professionnels
| Nom               | Nationalité | Position          | Durée Contrat | Fin Contrat |
| ----------------- | ----------- | ----------------- | ------------- | ----------- |
| Lucas Perrin      | France      | Défenseur         | 3 ans         | juin 2021   |
| Florian Chabrolle | France      | Milieu de terrain | 1 an          | juin 2019   |
| Sacha Marasovic   | France      | Milieu de terrain | 1 an          | juin 2019   |

### Prolongations de contrat
| Nom           | Nationalité | Position          | Durée de prolongation | Fin de contrat |
| ------------- | ----------- | ----------------- | --------------------- | -------------- |
| Yohann Pelé   | France      | Gardien de but    | 1 an                  | juin 2020      |
| Morgan Sanson | France      | Milieu de terrain | 1 an                  | juin 2022      |

## Faits marquants de la saison
Lors du mercato estival 2018, l'Olympique de Marseille conserve la quasi-totalité du groupe de la saison 2017-2018 et s'attache les services du défenseur international croate Duje Ćaleta-Car, du milieu de terrain international néerlandais Kevin Strootman pour remplacer Zambo Anguissa ainsi que de l'ailier serbe Nemanja Radonjić. Finaliste de la Ligue Europa la saison précédente, l'aventure marseillaise s'achève la saison suivante dès la phase de poules en occupant la dernière place d'un groupe dominé par l'Eintracht Francfort, la Lazio Rome et l'Apollon Limassol. De plus, les Marseillais s'inclinent dès les 32e de finale de la Coupe de France face à Andrézieux-Bouthéon (2-0), pensionnaire de National 2. Les hommes de Garcia terminent à la cinquième place du championnat au terme de la saison 2018-2019 après avoir enregistré un total de dix-neuf défaites toutes compétitions confondues. Garcia décide de quitter ses fonctions et est remplacé par le technicien portugais André Villas-Boas le 28 mai 2019.

## Compétitions
| Championnat de France | Ligue Europa                           | Coupe de France                                                     | Coupe de la Ligue                                             |
| --------------------- | -------------------------------------- | ------------------------------------------------------------------- | ------------------------------------------------------------- |
| Cinquième 61 points   | Phase de groupes Quatrième du Groupe H | Trente-deuxièmes de finale face à l'ASF Andrézieux-Bouthéon (0 - 2) | Huitièmes de finale face au RC Strasbourg (1 - 1) (tab 2 - 4) |
| 18V 7N 13D            | 0V 1N 5D                               | 0V 0N 1D                                                            | 0V 0N 1D                                                      |
| TOTAL : 18V 8N 20D    |                                        |                                                                     |                                                               |

### Championnat
La Ligue 1 2018-2019 est la soixante-dix-neuvième édition du Championnat de France de football et la seizième sous l'appellation « Ligue 1 ». L'épreuve est disputée par vingt clubs réunis dans un seul groupe et se déroulant par matches aller et retour, soit une série de trente-huit rencontres. Les meilleurs de ce championnat se qualifient pour les coupes d'Europe, les trois premiers en Ligue des champions et le quatrième en Ligue Europa. À l'inverse, les deux derniers de la compétition sont rétrogradés à l'échelon inférieur en Ligue 2 et le 18e joue un barrage contre le 3e de la division inférieure.

#### Août
L'Olympique de Marseille ouvre son championnat contre le Toulouse FC. Les Phocéens dominent largement les Violets 4-0 avec un doublé de Dimitri Payet, un but de Valère Germain puis un autre de Florian Thauvin, entré en jeu à la 83e minute. Pour leur deuxième match de championnat, les Marseillais se déplacent à Nîmes où ils prennent une correction par les jeunes promus nîmois sur le score de 3-1, malgré une égalisation à la 49e minute par Florian Thauvin. Les Olympiens clôturent leur mois d'août par un match nul à domicile face au Stade rennais. Alors qu'ils étaient menés au score 2-0 à la mi-temps, les Phocéens réussissent à inverser la tendance lors de la seconde mi-temps en égalisant à 2-2 grâce notamment à un but de Lucas Ocampos et un but contre son camp de Ramy Bensebaini.

#### Septembre
Le 2 septembre, l'Olympique de Marseille se déplace à Monaco pour jouer son premier gros match de la saison, l'attaquant grec Konstantínos Mítroglou ouvre le score juste avant de rentrée aux vestiaires à la 45e+1', mais les Monégasques ne lâchent rien et arrivent à marquer deux buts coup sur coup sur deux erreurs individuelles du défenseur champion du monde Adil Rami. Les Marseillais pleins de rage et d'envie de gagner arrivent à remonter au score avec un but de Florian Thauvin rentré en jeu quelques minutes avant puis un but de la tête de l'ex-Monégasque Valère Germain à la 90e.

#### Classement
| Rang | Équipe                 | Pts | J  | G  | N  | P  | Bp | Bc | Diff | Qualification ou relégation                                      |
| ---- | ---------------------- | --- | -- | -- | -- | -- | -- | -- | ---- | ---------------------------------------------------------------- |
| 2    | LOSC Lille             | 75  | 38 | 22 | 9  | 7  | 68 | 33 | +35  | Qualification pour la phase de groupes de la Ligue des champions |
| 3    | Olympique lyonnais     | 72  | 38 | 21 | 9  | 8  | 70 | 47 | +23  | Qualification pour la phase de groupes de la Ligue des champions |
| 4    | AS Saint-Étienne       | 66  | 38 | 19 | 9  | 10 | 59 | 41 | +18  | Qualification pour la phase de groupes de la Ligue Europa        |
| 5    | Olympique de Marseille | 61  | 38 | 18 | 7  | 13 | 60 | 52 | +8   |                                                                  |
| 6    | Montpellier Hérault SC | 59  | 38 | 15 | 14 | 9  | 53 | 42 | +11  |                                                                  |
| 7    | OGC Nice               | 56  | 38 | 15 | 11 | 12 | 30 | 35 | −5   |                                                                  |
| 8    | Stade de Reims P       | 55  | 38 | 13 | 16 | 9  | 39 | 42 | −3   |                                                                  |

#### Évolution du classement et des résultats
| Rang     | 1 | 9 | 9 | 5 | 2 | 5 | 3 | 6 | 3 | 4 | 5 | 5 | 6 | 6 | 5 | 5 | 5 | 6 | 6 | 6 | 9 | 7 | 8 | 10 | 7 | 6 | 4 | 5 | 4 | 4 | 4 | 5 | 5 | 5 | 5 | 6 | 6 | 6 | 6 | 5 | 1 |   |   |
| Résultat | G | D | N | G | G | D | G | D | N | G | D | D | G | G | N | D | R | R | N | N | D | G | D | D  | G | G | G | N | G | G | D | N | D | G | G | D | N | D | G | G | — | — | — |

### Ligue Europa

#### Phase de groupes
Le tirage au sort pour la phase de groupes de la Ligue Europa 2018-2019 a lieu le 31 août. L'Olympique de Marseille figure dans le chapeau 2. Il tombe face aux Italiens de la Lazio Rome, aux Allemands du Eintracht Francfort et aux Chypriotes de l'Apollon Limassol.
| Rang | Équipe                 | Pts | J | G | N | P | Bp | Bc | Diff |  | Résultats (▼ dom., ► ext.) |     |     |     |     |
| ---- | ---------------------- | --- | - | - | - | - | -- | -- | ---- |  | -------------------------- | --- | --- | --- | --- |
| 1    | Eintracht Francfort    | 18  | 6 | 6 | 0 | 0 | 17 | 5  | +12  |  | Eintracht Francfort        |     | 4-1 | 2-0 | 4-0 |
| 2    | Lazio Rome             | 9   | 6 | 3 | 0 | 3 | 9  | 11 | -2   |  | Lazio Rome                 | 1-2 |     | 2-1 | 2-1 |
| 3    | Apollon Limassol       | 7   | 6 | 2 | 1 | 3 | 10 | 10 | 0    |  | Apollon Limassol           | 2-3 | 2-0 |     | 2-2 |
| 4    | Olympique de Marseille | 1   | 6 | 0 | 1 | 5 | 6  | 16 | -10  |  | Olympique de Marseille     | 1-2 | 1-3 | 1-3 |     |

#### Coefficient UEFA
| Rang 2018 | Rang 2017 | Évolution | Club                   | 2013-2014 | 2014-2015 | 2015-2016 | 2016-2017 | 2017-2018 | Coefficient |
| --------- | --------- | --------- | ---------------------- | --------- | --------- | --------- | --------- | --------- | ----------- |
| 1         | 1         |           | Real de Madrid         | 35,000    | 29,000    | 33,000    | 33,000    | 32,000    | 162,000     |
| 2         | 4         | +1        | Atlético Madrid        | 33,000    | 22,000    | 28,000    | 29,000    | 24,000    | 140,000     |
| 3         | 2         | -1        | Bayern Munich          | 27,000    | 28,000    | 29,000    | 22,000    | 29,000    | 135,000     |
|           |           |           |                        |           |           |           |           |           |             |
| 46        | 75        | +29       | Olympique de Marseille | 4,000     | 0,000     | 9,000     | 0,000     | 19,000    | 32,000      |

## Effectif professionnel de la saison

### Onze de départ (toutes compétitions)
(Mis à jour le 26 mai 2019)
| \| No. \| Pos. \| Joueur \| Titulaire \| Notes \| \| --- \| ---- \| --------------- \| --------- \| ------------------------------ \| \| 30 \| GB \| Steve Mandanda \| 25 \| Pelé a 11 titularisations \| \| 2 \| DD \| Hiroki Sakai \| 31 \| Sarr a 28 titularisations \| \| 15 \| DC \| Duje Ćaleta-Car \| 23 \| Rolando a 11 titularisations \| \| 4 \| DC \| Boubacar Kamara \| 32 \| Rami a 21 titularisations \| \| 18 \| DG \| Jordan Amavi \| 29 \| \| \| 19 \| MD \| Luiz Gustavo \| 33 \| Strootman a 26 titularisations \| \| 8 \| MR \| Morgan Sanson \| 31 \| Lopez a 31 titularisations \| \| 10 \| MO \| Dimitri Payet \| 29 \| \| \| 26 \| AiD \| Florian Thauvin \| 34 \| Njie a 4 titularisations \| \| 5 \| AiG \| Lucas Ocampos \| 37 \| Radonjić a 9 titularisations \| \| 28 \| AC \| Valère Germain \| 27 \| Balotelli a 12 titularisations \| | Mandanda Ćaleta-Car Kamara Sakai Amavi Gustavo Sanson Payet (C) Thauvin Ocampos Germain |                 |           |                                |
| No. | Pos.                                                                                    | Joueur          | Titulaire | Notes                          |
| 30 | GB                                                                                      | Steve Mandanda  | 25        | Pelé a 11 titularisations      |
| 2 | DD                                                                                      | Hiroki Sakai    | 31        | Sarr a 28 titularisations      |
| 15 | DC                                                                                      | Duje Ćaleta-Car | 23        | Rolando a 11 titularisations   |
| 4 | DC                                                                                      | Boubacar Kamara | 32        | Rami a 21 titularisations      |
| 18 | DG                                                                                      | Jordan Amavi    | 29        |                                |
| 19 | MD                                                                                      | Luiz Gustavo    | 33        | Strootman a 26 titularisations |
| 8 | MR                                                                                      | Morgan Sanson   | 31        | Lopez a 31 titularisations     |
| 10 | MO                                                                                      | Dimitri Payet   | 29        |                                |
| 26 | AiD                                                                                     | Florian Thauvin | 34        | Njie a 4 titularisations       |
| 5 | AiG                                                                                     | Lucas Ocampos   | 37        | Radonjić a 9 titularisations   |
| 28 | AC                                                                                      | Valère Germain  | 27        | Balotelli a 12 titularisations |

### Classement des buteurs
Les buteurs Olympiens pour la saison 2018-2019 sont :
| Place   | Nom                    | Ligue 1 | Coupe de France | Coupe de la Ligue | Ligue Europa | Total   |
| 1       | Florian Thauvin        | 16 buts | -               | -                 | 2 buts       | 18 buts |
| 2       | Mario Balotelli        | 8 buts  | -               | -                 | -            | 8 buts  |
| 2       | Valère Germain         | 8 buts  | -               | -                 | -            | 8 buts  |
| 4       | Dimitri Payet          | 4 buts  | -               | -                 | 2 buts       | 6 buts  |
| 5       | Lucas Ocampos          | 4 buts  | -               | -                 | 1 but        | 5 buts  |
| 5       | Morgan Sanson          | 5 buts  | -               | -                 | -            | 5 buts  |
| 7       | Luiz Gustavo           | 2 buts  | -               | 1 but             | 1 but        | 4 buts  |
| 8       | Konstantínos Mítroglou | 3 buts  | -               | -                 | -            | 3 buts  |
| 8       | Clinton Njie           | 3 buts  | -               | -                 | -            | 3 buts  |
| 10      | Boubacar Kamara        | 1 but   | -               | -                 | -            | 1 but   |
| 10      | Maxime Lopez           | 1 but   | -               | -                 | -            | 1 but   |
| 10      | Adil Rami              | 1 but   | -               | -                 | -            | 1 but   |
| 10      | Hiroki Sakai           | 1 but   | -               | -                 | -            | 1 but   |
| 10      | Bouna Sarr             | 1 but   | -               | -                 | -            | 1 but   |
| 10      | Kevin Strootman        | 1 but   | -               | -                 | -            | 1 but   |
| #       | contre son camp        | 1 but   | -               | -                 | -            | 1 but   |
| Détails | 15 buteurs Olympiens   | 60 buts | 0 but           | 1 but             | 6 buts       | 67 buts |

### Classement des passeurs

#### En Ligue 1 Conforama
| Classement (club) | Classement (Ligue 1 Conforama) | Joueur          | Poste     | Nombre total de passes décisives | ...dont ceux sur coup de pied arrêté | Une passe décisive toutes les... |
| ----------------- | ------------------------------ | --------------- | --------- | -------------------------------- | ------------------------------------ | -------------------------------- |
| 1er               | 7e                             | Lucas Ocampos   | Attaquant | 8                                | 0                                    | 338 min                          |
| 2e                | 9e                             | Florian Thauvin | Attaquant | 8                                | 3                                    | 327 min (3e)                     |
| 3e                | 14e                            | Dimitri Payet   | Attaquant | 7                                | 1                                    | 272 min (2e)                     |
| 4e                | 38e                            | Hiroki Sakai    | Défenseur | 4                                | 0                                    | 593 min                          |
| 5e                | 46e                            | Kevin Strootman | Milieu    | 4                                | 1                                    | 486 min                          |
| 6e                | 65e                            | Maxime Lopez    | Milieu    | 3                                | 0                                    | 726 min                          |
| 7e                | 68e                            | Morgan Sanson   | Milieu    | 3                                | 0                                    | 801 min                          |
| 8e                | 113e                           | Jordan Amavi    | Défenseur | 2                                | 0                                    | 1086 min                         |
| 9e                | 128e                           | Clinton N'Jie   | Attaquant | 2                                | 0                                    | 182 min (1er)                    |
| 10e               | 141e                           | Valère Germain  | Attaquant | 2                                | 2                                    | 1085 min                         |
| 11e               | 185e                           | Mario Balotelli | Attaquant | 1                                | 0                                    | 1684 min                         |
| 12e               | 203e                           | Bouna Sarr      | Défenseur | 1                                | 0                                    | 2242 min                         |
| 13e               | 235e                           | Adil Rami       | Défenseur | 1                                | 1                                    | 1411 min                         |

### Statistiques collectives

#### En Ligue 1 Conforama
- Meilleur classement : 1er (J1)
- Pire classement : 10e (J23)
- Plus grand écart de points avec le 2e : + 0 (J1)
- Plus grand écart de points avec le leader : - 33 (J31 / J36-37)
- Plus grande série de victoires : 3 (J18 en retard + J24-25)
- Plus grande série de matchs nuls : 3 (J15 + J19-20)
- Plus grande série de défaites : 2 (J11-12 / J22-23)
- Plus grande série de matchs sans défaites : 6 (J18 + J24 à 28)
- Plus grande série de matchs sans victoire : 5 (J15-16 + J19-20 + J17 en retard)
- Plus large victoire : 4-0 (contre Toulouse [J1] et Guingamp [J5])
- Plus large défaite : 0-3 (contre Lyon [J36]), 3-0 (contre Lille [J8] et Montpelier [J12])
- Plus grande série de matchs en marquant au moins un but : 15 (J16 à 30)
- Plus grande série de matchs sans marquer : 2 (J11-12)
- But le plus rapidement marqué par l'OM :   4e (par Mario Balotelli contre Angers [J30]) /   4e (par Luiz Gustavo contre Guingamp [J33])
- But le plus rapidement encaissé :   7e (par Benjamin André pour Rennes [J26])
- But le plus tardivement marqué par l'OM :   90+5e (par Mario Balotelli contre Lille [J22])
- But le plus tardivement encaissé par l'OM :   90+5e (par Julian Draxler pour Paris SG [J11])
- Joueur de l'OM ayant marqué un doublé : Dimitri Payet (contre Toulouse [J1]), Florian Thauvin (contre Guingamp [J5] et Toulouse [J37]), Mario Balotelli (contre Angers [J30])
- Joueur adverse ayant marqué un doublé : Bertrand Traoré (pour Lyon [J6]), Jonathan Bamba (pour Lille [J8]), Gaëtan Laborde (pour Montpellier [J12]), Wahbi Khazri (pour Saint-Etienne [J17]), Nicolas Pépé (pour Lille [J22]), Angel Di Maria (pour Paris SG [J29]), Thomas Mangani (pour Angers [J30]), Maxwel Cornet (pour Lyon [J36])
- Joueur de l'OM ayant marqué un triplé : Florian Thauvin (contre Amiens [J14])
- Joueur adverse ayant marqué un triplé : aucun
- Rencontre avec le plus de buts marqués par l'OM : 5 (victoire 2-5 contre Toulouse [J37])
- Rencontre avec le plus de buts encaissés : 4 (défaite 4-2 contre Lyon [J6])
- Rencontre la plus prolifique en buts : 7 (victoire 2-5 contre Toulouse [J37])
- Rencontre la moins prolifique : 0 (contre Reims [J15])

#### Toutes compétitions confondues
- Plus large victoire : 4-0 (contre Toulouse [L1 J1] et Guingamp [L1 J5])
- Plus large défaite : 4-0 (contre Francfort [LE J5])
- But le plus rapidement marqué par l'OM :   3e (par Lucas Ocampos contre Francfort [LE J1])
- But le plus rapidement encaissé :   2e (par Luka Jovic pour Francfort [LE J5])
- But le plus tardivement marqué par l'OM :   90+5e (par Mario Balotelli contre Lille [L1 J22])
- But le plus tardivement encaissé par l'OM :   90+5e (par Julian Draxler pour Paris SG [L1 J11])
- Joueur de l'OM ayant marqué un doublé : Dimitri Payet (contre Toulouse [L1 J1]), Florian Thauvin (contre Guingamp [L1 J5] et Toulouse [L1 J37]), Mario Balotelli (contre Angers [L1 J30])
- Joueur adverse ayant marqué un doublé : Bertrand Traoré (pour Lyon [L1 J6]), Jonathan Bamba (pour Lille [L1 J8]), Gaëtan Laborde (pour Montpellier [L1 J12]), Wahbi Khazri (pour Saint-Etienne [L1 J17]), Nicolas Pépé (pour Lille [L1 J22]), Angel Di Maria (pour Paris SG [L1 J29]), Thomas Mangani (pour Angers [L1 J30]), Maxwel Cornet (pour Lyon [L1 J36]), Anton Maglica (pour Limassol [LE J6])
- Joueur de l'OM ayant marqué un triplé : Florian Thauvin (contre Amiens [L1 J14])
- Joueur adverse ayant marqué un triplé : aucun
- Rencontre avec le plus de buts marqués par l'OM : 5 (victoire 2-5 contre Toulouse [L1 J37])
- Rencontre avec le plus de buts encaissés : 4 (défaite 4-2 contre Lyon [L1 J6] / défaite 4-0 contre Francfort [LE J5])
- Rencontre la plus prolifique en buts : 7 (victoire 2-5 contre Toulouse [L1 J37])
- Rencontre la moins prolifique : 0 (contre Reims [L1 J15])

## Aspects juridiques et économiques

### Aspects juridiques

#### Organigramme
Le tableau ci-dessous présente l'organigramme de l'Olympique de Marseille pour la saison 2018-2019.
| Fonction                   | Nom                  |
| -------------------------- | -------------------- |
| Président du directoire    | Jacques-Henri Eyraud |
| Directeur sportif          | Andoni Zubizarreta   |
| Directeur du scouting      | Albert Valentin      |
| Responsable du recrutement | Jean-Philippe Durand |
| Coordinateur sportif       | Louis Vassallucci    |
| Directeur juridique        | Alexandre Mialhe     |

| Fonction                                      | Nom                                  |
| --------------------------------------------- | ------------------------------------ |
| Directeur de la sécurité                      | Guy Cazadamont puis Thierry Aldebert |
| Responsable pôles presse, relations publiques | Élodie Malatrait                     |
| Ambassadeur du club                           | Basile Boli                          |
| Président de l'association OM                 | Jean-Pierre Chanal                   |
| Vice-président de l'association OM            | Robert Nazarétian                    |

## Équipe réserve
L'équipe réserve de l'OM joue cette saison en National 2 (auparavant appelé CFA). L'équipe entraînée par David Le Frapper ayant terminé la saison dernière à la quatorzième place du groupe A de la National 2 aurait dû descendre en National 3 mais étant donné qu'il n'y avait que trois relégués de National cette saison, la réserve de l'Olympique de Marseille est maintenue en tant que meilleur quatorzième. Ci-dessous, l'effectif de l'équipe B de l'OM en précisant que des joueurs de l'équipe A peuvent la renforcer.